# Marshall County (Iowa)
Das Marshall County ist ein County im US-amerikanischen Bundesstaat Iowa. Im Jahr 2020 hatte das County 40.105 Einwohner und eine Bevölkerungsdichte von 27,1 Einwohnern pro Quadratkilometer. Der Verwaltungssitz (County Seat) ist Marshalltown.

## Geografie
Das County liegt östlich des geografischen Zentrums von Iowa und hat eine Fläche von 1484 Quadratkilometern, wovon zwei Quadratkilometer Wasserfläche sind.
Der Nordosten des Countys wird vom Iowa River durchflossen, einem rechten Nebenfluss des Mississippi.
An das Marshall County grenzen folgende Nachbarcountys:
|              | Hardin County Grundy County |                  |
| Story County |                             | Tama County      |
|              | Jasper County               | Poweshiek County |

## Geschichte

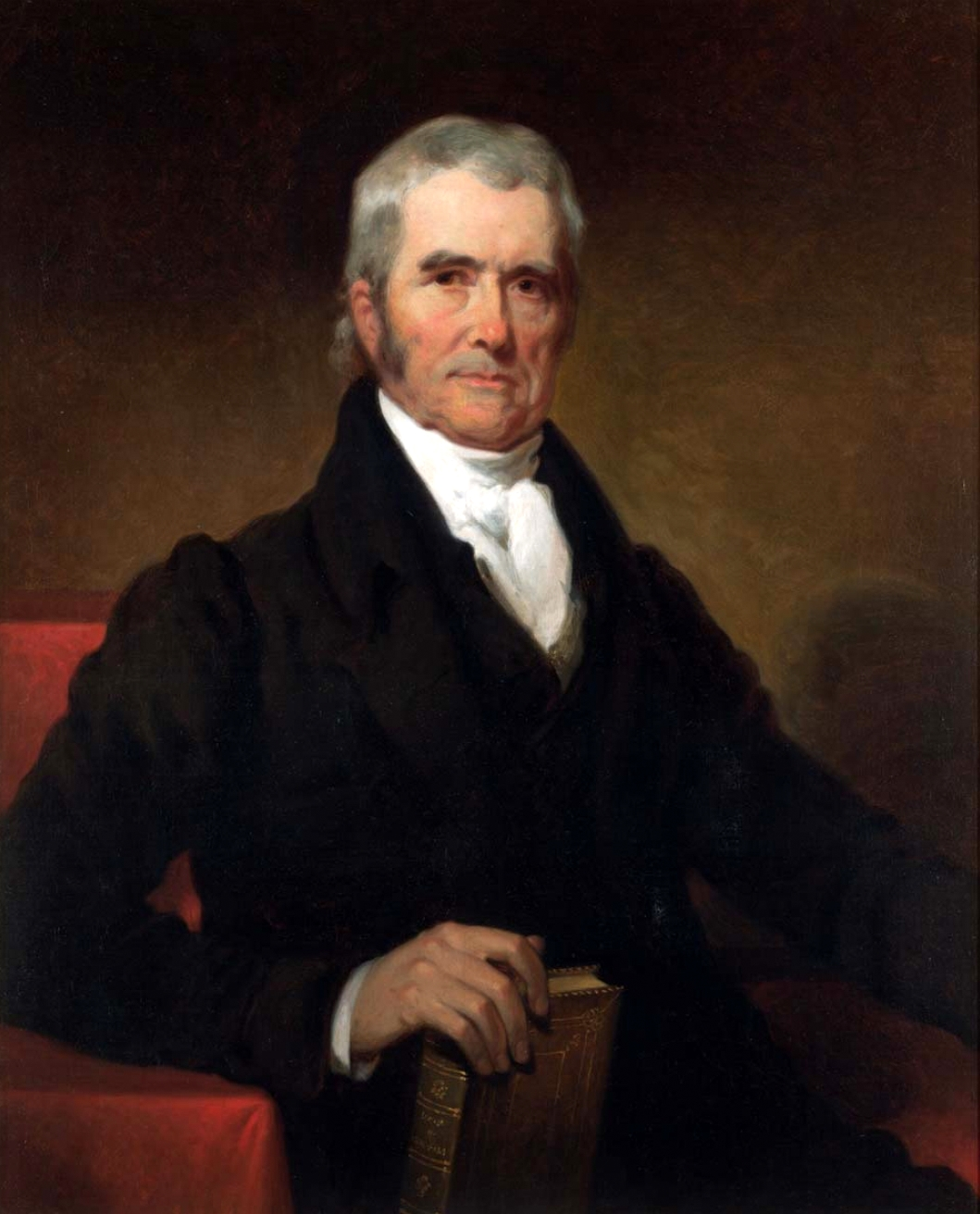
J. Marshall

Das Marshall County wurde am 13. Januar 1846 aus ehemaligen Teilen des Jasper County gebildet. Benannt wurde es nach John Marshall (1755–1835), einem früheren Außenminister (1800–1801) und Obersten Richter der Vereinigten Staaten (1801–1835).

## Bevölkerung
Nach der Volkszählung im Jahr 2010 lebten im Marshall County 40.648 Menschen in 15.681 Haushalten. Die Bevölkerungsdichte betrug 27,4 Einwohner pro Quadratkilometer. In den 15.681 Haushalten lebten statistisch je 2,39 Personen.
Ethnisch betrachtet setzte sich die Bevölkerung zusammen aus 88,7 Prozent Weißen, 1,7 Prozent Afroamerikanern, 0,5 Prozent amerikanischen Ureinwohnern, 1,3 Prozent Asiaten sowie aus anderen ethnischen Gruppen; 2,0 Prozent stammten von zwei oder mehr Ethnien ab. Unabhängig von der ethnischen Zugehörigkeit waren 17,3 Prozent der Bevölkerung spanischer oder lateinamerikanischer Abstammung.
25,3 Prozent der Bevölkerung waren unter 18 Jahre alt, 58,3 Prozent waren zwischen 18 und 64 und 16,4 Prozent waren 65 Jahre oder älter. 49,7 Prozent der Bevölkerung war weiblich.
Das jährliche Durchschnittseinkommen eines Haushalts lag bei 45.190 USD. Das Prokopfeinkommen betrug 23.000 USD. 12,6 Prozent der Einwohner lebten unterhalb der Armutsgrenze.

## Ortschaften
Citys und Census-designated places (CDP):
| Ort            | Einwohner 2010 | Einwohner 2020 | Typ  |
| -------------- | -------------- | -------------- | ---- |
| Marshalltown   | 27.552         | 27.591         | City |
| State Center   | 1468           | 1391           | City |
| Le Grand1      | 938            | 905            | City |
| Melbourne      | 830            | 786            | City |
| Gilman         | 509            | 542            | City |
| Albion         | 505            | 448            | City |
| Rhodes         | 305            | 271            | City |
| Liscomb        | 301            | 291            | City |
| Laurel         | 239            | 220            | City |
| Haverhill      | 173            | 165            | City |
| Clemons        | 148            | 140            | City |
| Ferguson       | 126            | 97             | City |
| Green Mountain | 126            | 113            | CDP  |
| St. Anthony    | 102            | 76             | City |

1 – teilweise im Tama County

Weitere, von der Volkszählung nicht separat erfasste Unincorporated Communities:
| - Bangor - Dillon - Dunbar - La Moille | - Marietta - Minerva - Quarry - Van Cleve |

## Gliederung
Das Marshall County ist in 16 Townships eingeteilt:
| Township             | Einwohner (2010) | FIPS     |
| -------------------- | ---------------- | -------- |
| Bangor Township      | 574              | 19-90117 |
| Eden Township        | 636              | 19-91146 |
| Greencastle Township | 1059             | 19-91749 |
| Jefferson Township   | 826              | 19-92244 |
| Le Grand Township    | 1577             | 19-92412 |
| Liberty Township     | 262              | 19-92475 |
| Liscomb Township     | 274              | 19-92658 |
| Logan Township       | 1129             | 19-92700 |

| Township              | Einwohner (2010) | FIPS     |
| --------------------- | ---------------- | -------- |
| Marietta Township     | 368              | 19-92838 |
| Marion Township       | 866              | 19-92862 |
| Minerva Township      | 458              | 19-92952 |
| State Center Township | 1951             | 19-94011 |
| Taylor Township       | 19.328           | 19-94104 |
| Timber Creek Township | 10.496           | 19-94116 |
| Vienna Township       | 289              | 19-94356 |
| Washington Township   | 555              | 19-94536 |